# Дорогой Горбачёв
«Дорогой Горбачёв» (итал. Caro Gorbaciov ) — камерная драма итальянского режиссёра Карло Лидзани 1988 года о Николае Бухарине и его жене, посвятившей всю свою жизнь реабилитации честного имени мужа. Фильм открыл основной конкурс 45-го Венецианского кинофестиваля, где получил Золотую медаль президента Сената. Фильм снят в период перестройки и имел широкий общественный резонанс.

## В ролях
- Харви Кейтель — Николай Бухарин
- Фламиния Лидзани — Анна Ларина
- Джанлука Фавилла — Юрий Ларин

## Награды
45-й Венецианский кинофестиваль:
- Золотая медаль президента Сената

## Критика
Известный мастер политического кино снял картину, которая называется «Дорогой Горбачёв», основанную на подлинных документах и посвящённую судьбе выдающегося революционера Николая Бухарина. Фильм был показан осенью 1988 года на Венецианском кинофестивале. Название фильму дало обращение А. Лариной к Генеральному секретарю ЦК КПСС, а идейным стержнем ленты, по словам Лидзани, стало послание Бухарина к потомкам, которое его жена почти полвека хранила в памяти.
Фильм Лидзани камерный, действие его разворачивается в течение одной ночи — последней ночи перед вечной разлукой двух замечательных людей, перед началом долгой и мучительной борьбы Анны Лариной за истину, за справедливость, за революционные идеалы, которым посвятил свою жизнь её муж.
«Дозволено ли итальянцу рассказывать эту русскую историю? — спрашивает сам себя Карло Лидзани. — Мои сомнения развеяла убеждённость в том, что тема правосудия, восстановления справедливости универсальна и общезначима».

Л. Зиман
«Искусство кино» 1989 год, № 3 